# Janice Kiecolt-Glaser
Janice Kiecolt-Glaser (...) è una psicologa statunitense specializzata in psiconeuroimmunologia, direttrice dell'Ohio State Institute for Behavioral Medicine Research.

## Carriera
Kiecolt-Glaser, che ha pubblicato più di 250 ricerche (spesso in collaborazione con il marito, il virologo Ronald Glaser), è una psicologa clinica che opera nel campo della psiconeuroendocrinoimmunologia. Kiecolt-Glaser ha fatto parte di undici consigli di redazione delle riviste specializzate (tra le quali Brain, Behavior, and Immunity, Journal of Consulting and Clinical Psychology, Psychosomatic Medicine, Health Psychology) ed è stata premiata due volte per il suo eccezionale contributo alla psicologia della salute. Ha diretto lo studio presso il Wexner Medical Center dell'Università statale dell'Ohio, contribuendo ai campi di ricerca che mostrano come sia lo stress che le diete ad alto contenuto di grassi saturi portano all'infiammazione.
Il suo lavoro si concentra sui modi in cui lo stress e la depressione influenzano il sistema immunitario ed endocrino e comprendono la ricerca sulla relazione tra forma fisica e infiammazione, un modo affidabile di prevedere tutte le cause di mortalità negli anziani. La sua ricerca si è espansa nel mondo della depressione e dei fattori di stress come i conflitti quotidiani, i problemi coniugali e importanti disturbi dell'umore.

## Premi e riconoscimenti
- Norman Cousins Award (1998)[9].
- Developmental Health Psychology Award, Divisions of Health Psychology and Adult Development and Aging (1999)[10].
- APA Award for Distinguished Scientific Contributions, American Psychological Association (2018)[11].
- Distinguished Scientist Award (2019) da parte della American Psychosomatic Society[12].